# 細木年一
細木 年一（ほそき としかず、生没年不詳）とは、明治時代の浮世絵師。

## 来歴
月岡芳年の門人。姓は細木、名は桂次郎。静斎、晴斎、一晴斎と号す。浅草諏訪町六番地（現在の台東区駒形）に住む。作は風俗画などを残す。明治4年（1871年）9月版行の大判錦絵「東京料理頗別品　芝口　伊勢源」に「校合 年一」とある。明治12年（1879年）版行の大判錦絵の揃物「諸工職業競」は、画面を時計や人力車などのモチーフで埋め尽くしている点に特徴がある。

## 作品
- 『参考鹿児島新誌』 初編 - 五編　※山本定節編、明治10 - 12年。「晴斎年一画」の落款
- 「東京料理頗別品　芝口　伊勢源」　大判錦絵揃物の内　ボストン美術館所蔵　※芳年作画、明治4年9月。「校合 年一」とあり
- 「山本勘助入道・尾上菊五郎」　大判錦絵3枚続　国立国会図書館所蔵　※「一晴斎年一画」の落款あり。木曽直次郎版
- 「諸工職業競　造船所ドック中ニ蒸気修繕ノ図」　※以下「諸工職業競」は明治12年、京橋区南紺屋町の木曽直次郎より版行。「細木桂次良」の署名。江戸東京博物館ほか所蔵。
- 「諸工職業競　テエブル椅子製造」
- 「諸工職業競　時計師」
- 「諸工職業競　陶器画工之図」
- 「諸工職業競　諸車製造之図」
- 「諸工職業競　桃灯製造之図」
- 「諸工職業競　靴製造之図」
- 「諸工職業競　糸久里きかい」
- 「諸工職業競　蝙蝠がさ製造」
- 「諸工職業競　舶来仕立職」
- 「諸工職業競　錦画製造之図」
- 「諸工職業競　紺屋染物之図」
- 「鼠を狙う猫」　絹本着色1幅　ボストン美術館所蔵　※「明治十孟春　一晴斎年一圖之」の落款と朱文印あり。明治10年